# Peluzjum
Peluzjum (gr. Peloúsion [Πηλούσιον]; rzym. Pelusium; arab. Al-Fara, Tell el-Farama, biblijne miasto Sin, aram. Seyân) – starożytny port przeładunkowy i miasto graniczne starożytnego Egiptu, położone w północno-wschodniej Delcie Nilu. Miasto to było warownią egipską, broniącą państwo przed inwazją od strony Wschodu (m.in. Syrii i Arabii). Stolica nomu 14. Dolnego Egiptu jako Peromi.
W maju 525 p.n.e. odbyła się bitwa pod Peluzjum, w której król perski Kambyzes II pokonał siły faraona egipskiego Psametycha III i zdobył Egipt. W 169 p.n.e. stoczył tu bitwę Antioch IV, a w 30 p.n.e. Oktawian. W 640 roku Peluzjum zdobył Amr Ibn al-As. Na początku marca 1118 na czele niewielkiego oddziału (216 konnych i 400 piechurów) Baldwin I z Boulogne wyruszył z Hebronu i przez półwysep Synaj dotarł do Peluzjum, którego załoga na wieść o jego nadejściu uciekła z miasta.
W Peluzjum urodzili się Klaudiusz Ptolemeusz, Izydor z Peluzjum.